# Autobahndreieck Mönchengladbach-Wanlo
Das Autobahndreieck Mönchengladbach-Wanlo ist ein Autobahnkreuz am südlichen Rand des Mönchengladbacher Stadtgebiets. Namensgebend ist der Mönchengladbacher Stadtteil Wanlo, der sich südwestlich erstreckt. Das Autobahnkreuz verknüpft die aus Norden (Venlo) kommende A 61 mit der in Ost-West-Richtung verlaufenden A 46 (Heinsberg – Olsberg). Auf der A 61 führt das Kreuz die Anschlussstellennummer 15 und auf der A 46 die Nummer 10.
Die A 61 verlief bis 2018 südlich weiter über Jackerath und Koblenz bis nach Hockenheim. Infolge des Fortschreitens des Tagesbaus Garzweiler II wurde sie am 1. Juli 2018 in nördlicher und am 2. September 2018 in südlicher Richtung zwischen der etwa einen Kilometer südlich des Autobahnkreuzes gelegenen Ausfahrt Wanlo und der Ausfahrt Jackerath gesperrt. Der Verkehr wird über die A 46 und die A 44 geführt. Das Autobahnkreuz wurde bereits 2017 teilweise als Autobahndreieck beschildert, da die bisherige Trasse in Richtung Süden nur bis zur Anschlussstelle Mönchengladbach-Wanlo befahrbar bleibt.
Stand 2022 soll die unterbrochene A61 nicht wieder aufgebaut werden.

## Tagebaubedingte Baumaßnahmen
Das alte Autobahnkreuz war bereits zwischen 2004 und 23. September 2005 umgebaut wurden, um seinerzeit den erhöhten Verkehr infolge des tagebaubedingten Abrisses der A 44 aus Richtung Neuss/Düsseldorf in Richtung Aachen/Koblenz und umgekehrt aufzunehmen. Dazu wurden zwei langgezogene, jeweils zweistreifige Rampen errichtet: eine Tangente in Süd-Ost-Richtung (A 61 von Aachen/Koblenz in Richtung A 46 nach Neuss/Düsseldorf) und eine Rampe in Ost-Süd-Richtung (A 46 von Neuss/Düsseldorf in Richtung A 61 nach Aachen/Koblenz).
Ab Mitte 2014 zog die Weiterführung des Tagebau Garzweiler II gen Westen weitere Arbeiten nach sich, insbesondere den Rückbau der A 61 zwischen den Anschlussstellen Wanlo und Jackerath. Die A 46 wurde zwischen dem Kreuz Wanlo und dem Autobahnkreuz Holz sechsstreifig ausgebaut. 2015/16 wurde die Rampe aus Fahrtrichtung Mönchengladbach in Richtung Düsseldorf zweistreifig ausgebaut. Im Jahr 2018 begann der Rückbau der A 61 im Süden des Kreuzes. Zuvor war die A 44 zwischen dem neuen Autobahndreieck Jackerath und dem Autobahnkreuz Holz auf neuer Trasse wiederhergestellt worden, die zusätzlich den Verkehr der A 61 aufnimmt. Hierfür wird der auf der A 61 in Richtung Süden fahrende Verkehr in einem nach Osten laufenden Bogen auf die A 46 Richtung Osten bis zum Kreuz Holz umgeleitet, ab dem die A 61 in südlicher Richtung auf einer gemeinsamen Strecke mit der A 44 fortgeführt wird. Eine Durchfahrt des Dreiecks in südlicher Richtung ist weiterhin möglich, aber nicht mehr auf der Trasse der A 61 (diese ist zwar physisch vorhanden, aber gesperrt). Wer auf der A 61 fahrend nach Keyenberg möchte (das früher eine Anschlussstelle hatte), muss an der Anschlussstelle MG-Wanlo von der A 61 abfahren.

## Verkehrsaufkommen
Das Autobahnkreuz wurde im Jahr 2015 täglich von rund 100.000 Fahrzeugen befahren.
| Von                      | Nach                     | Durchschnittliche tägliche Verkehrsstärke | Durchschnittliche tägliche Verkehrsstärke | Durchschnittliche tägliche Verkehrsstärke | Anteil Schwerlastverkehr | Anteil Schwerlastverkehr | Anteil Schwerlastverkehr |
| Von                      | Nach                     | 2005                                      | 2010                                      | 2015                                      | 2005                     | 2010                     | 2015                     |
| ------------------------ | ------------------------ | ----------------------------------------- | ----------------------------------------- | ----------------------------------------- | ------------------------ | ------------------------ | ------------------------ |
| AS Erkelenz Ost (A 46)   | AK Mönchengladbach-Wanlo | 31.400                                    | 30.600                                    | 34.700                                    | 08,3 %                   | 08,5 %                   | 08,0 %                   |
| AK Mönchengladbach-Wanlo | AK Holz (A 46)           | 21.900                                    | 45.500                                    | keine Daten                               | 10,1 %                   | 10,8 %                   | keine Daten              |
| AS MG-Güdderath (A 61)   | AK Mönchengladbach-Wanlo | 57.900                                    | 55.500                                    | 55.500                                    | 14,7 %                   | 15,5 %                   | 15,6 %                   |
| AK Mönchengladbach-Wanlo | AS MG-Wanlo (A 61)       | 42.800                                    | 67.000                                    | 63.600                                    | 19,5 %                   | 16,3 %                   | 16,6 %                   |